# Cerkiew św. Dymitra w Starym Wołowie
Cerkiew pod wezwaniem św. Dymitra – prawosławna cerkiew parafialna w Starym Wołowie. Należy do dekanatu Wrocław diecezji wrocławsko-szczecińskiej Polskiego Autokefalicznego Kościoła Prawosławnego.

## Cerkiew
Cerkiew św. Dymitra to dawny kościół luterański wybudowany w XIX wieku. Od 1945 nie był użytkowany i popadał w ruinę. W 1952 obiekt pozyskała miejscowa parafia prawosławna (utworzona 3 lata wcześniej). W znajdującym się w oknie prezbiterium witrażu, przedstawiającym Chrystusa Pantokratora, widnieje rok 1876. Wewnątrz świątyni mieści się współczesny ikonostas. W latach 1993–2000 cerkiew była remontowana. W 2021 r. świątynię wyposażono w dwa nowe żyrandole.

## Dzwonnica
W pobliżu cerkwi znajduje się drewniana, kryta blaszanym dachem namiotowym dzwonnica z 1767 r., którą gruntownie wyremontowano w końcu lat 90. XX w. i wyposażono w 3 dzwony. W 2019 r. rozpoczęto kolejny remont obiektu (w tym wymianę dachu).
Dzwonnica została wpisana do rejestru zabytków 11 lipca 1966 r. pod nr A/2672/1774.